# Eupithecia mitigata
Eupithecia mitigata is een vlinder uit de familie van de spanners (Geometridae). De wetenschappelijke naam van de soort is voor het eerst geldig gepubliceerd in 1906 door Dietze.
De soort komt voor in Afghanistan, het noordwesten van China, het zuiden van Kazachstan, Kirgizië en Tadzjikistan.